# 目明しポリ吉
『目明しポリ吉』（めあかしポリきち）は『ぼくら』1967年11月号に掲載された永井豪のデビュー作。『COM』1969年1月号には続編の「怪盗ふぁんとまの巻」（初出時は予告強盗の巻）が掲載された。

## 概要
永井豪は『ぼくら』に『それいけスイート』というパロディ漫画の原稿を持ち込み編集長はその原稿の絵柄がアニメ『ちびっこ怪獣ヤダモン』の漫画版にぴったりということで、永井を採用して連載が決まった。
しかし、持ち込みからいきなり連載はどうかという編集の方針で練習も兼ね、永井は『ヤダモン』掲載の前に1回読切を描くことになった。これがデビュー作の『目明しポリ吉』である。
永井豪によると当時「目明しポリ助」という、ポリスと主人公の名前を掛けたタイトルであったが、掲載時になぜか「ポリ吉」に改変された（永井曰く「改変は永遠の謎」だという）。デビューから1年後『COM』に10頁の続編が描かれた。

## ストーリー
夢は江戸一番の目明しに、ゆりちゃんのためならば、たとえ火の中水の中！。悪者をひっとらえようとするポリ吉だが･･･

## 登場人物
- 目明しポリ吉 - 主人公、ゆりちゃんが大好きな男の子
- 目明し豪ちゃん - ポリ吉の親分だが寝てばかりいる。モデルは作者の自画像
- ゆりちゃん - 女の子、ポリ吉が好き。
- ふぁんとま - 大泥棒（劇中では登場せず、名前のみの登場）

## 書誌情報
- じん太郎三度笠 永井豪短編傑作集 集英社ジャンプ・コミックス（絶版）
- 永井豪漫画大全集 第1巻 大陸書房（絶版）
- 永井豪短編集（1）地獄の剣マン イーブックイニシアティブジャパン 電子書籍版